# Hudibrastischer Vers
Der hudibrastische Vers (engl. Hudibrastic verse) ist eine lyrische Form in der englischen Dichtung, die von Samuel Butler in seinem satirischen Epos Hudibras (1663) verwendet wurde und nach diesem Werk benannt ist.
Butler verwendete häufig plumpe weibliche, also zweisilbige Reime (swear for – wherefore, fish up – bishop), und verstieß so bewusst gegen ein Stilgebot der neoklassizistischen Dichtung. Statt der üblichen fünfhebigen verwendete er vierhebige Jamben. In Versmaß, Reimschema und Effekt entspricht der hudibrastische Vers so den rheinischen Büttenreden bzw. den Schnitzelbänken. Als Beispiel seien die ersten vierzehn Zeilen aus Hudibras angeführt:
When civil dudgeon first grew high,

And men fell out they knew not why?

When hard words, jealousies, and fears,

Set folks together by the ears,

And made them fight, like mad or drunk, 

For Dame Religion, as for punk;

Whose honesty they all durst swear for,

Though not a man of them knew wherefore:

When Gospel-Trumpeter, surrounded

With long-ear’d rout, to battle sounded, 

And pulpit, drum ecclesiastick,

Was beat with fist, instead of a stick;

Then did Sir Knight abandon dwelling,

And out he rode a colonelling.
Butlers Versmaß wurde in der Folge von zahlreichen Satirikern nachgeahmt, so etwa in Ebenezer Cookes satirischem Versepos The Sot-Weed Factor über die Kolonie Maryland.